# Dlimas (Tegalrejo)
Dlimas is een bestuurslaag in het regentschap Magelang van de provincie Midden-Java, Indonesië. Dlimas telt 3220 inwoners (volkstelling 2010).